# Horacio López
Pour les articles homonymes, voir López.
Horacio Rodolfo « Tato » López Usera, né le 22 janvier 1961, à Montevideo, en Uruguay, est un ancien joueur uruguayen de basket-ball. Il évolue durant sa carrière au poste d'ailier.

## Palmarès
- Finaliste du championnat des Amériques 1984